# Shot (dryck)

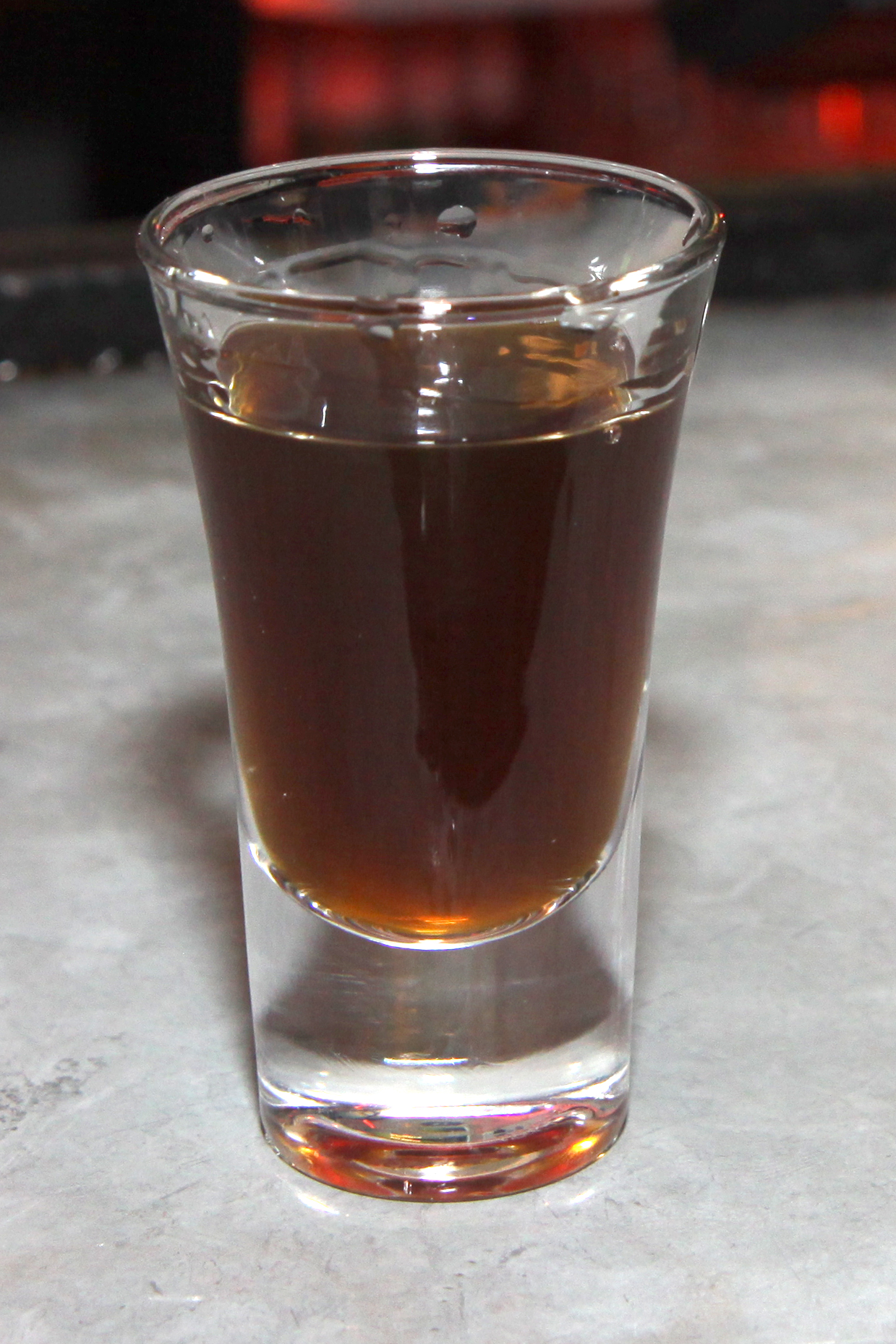
Ett shotglas fyllt med fishermans friend-smakande vodka

Shot är en ursprungligen engelskspråkig benämning på en dryck serverad i ett litet glas, vanligen 4-6 centiliter, avsedd att "svepas" i en klunk (ett kraftfullt "skott"). Ursprungligen avsåg namnet en alkoholhaltig dryck, men har efterhand (under främst 2000-talet) också blivit benämning på alkoholfria dito med koncentrerade fruktjuiceblandningar.
Den alkoholhaltiga shoten kan bestå av en ren spritdryck eller en cocktail av olika alkoholdrycker blandade med andra drycker. Shots kan vara skakade, omrörda, blandade, i flera lager eller bara hälld som den är. Shotglas eller sherryglas är det vanligaste kärlet som används. Shots serveras oftast på barer. Vissa bartendrar kan ha sina egna "signatur-shots.
Alkoholfria shots säljs oftast i juicebarer, hälsokostserveringar eller färdiga i livsmedelsbutiker för uppiggande, energigivande och hälsostärkande effekt, som ett alternativ till koffeinhaltiga, mer artificiella energidrycker, och innehåller ofta till exempel färskpressad frukt- och grönsaksjuice, ingefära och andra hälsokostingredienser.